# Helobdella
Helobdella (Гелобделла) — рід п'явок з підродини Haementeriinae родини Пласкі п'явки ряду Хоботні п'явки (Rhynchobdellida). Має 21 вид.

## Опис
Невеличкі п'явки, розміром до 10-40 мм. Голова закруглена, середня частина доволі широка, спереду дещо звужена, остаточно звужується на задньому кінці, де присутня малесенька присоска. Мають 1 пару очей. Сперматофори розташовано під шкірою. Більшість схожі між собою, їх поділяють на види лише завдяки генетичному аналізу.
Зазвичай мають яскраве забарвлення з різними візерунками та малюнками, що складаються з ліній, мужок або цяток. Втім присутні види з сірим, коричневим або чорним — практично однотонним — забарвленням.

## Спосіб життя
Воліють до невеличких водоймищ. Доволі активні, рухливі п'явки, що вправнопересуваються під водою. Живляться переважно личинками різних комах, а також дрібними хробаками, яких заковтують цілком.
Є гермафродитами, що відкладають до 40 яєць у 2-3 кокони. Кокони пприкріплюються безпосередньо до черева самиці. Піклуються про народженних п'явчат. Практично єдині п'явки, що здійснюють пряме годування своїх п'явчат.

## Розповсюдження
Поширені на усіх континентах, окрім Антарктиди.

## Види
- Helobdella austinensis
- Helobdella chaquensis
- Helobdella cordobensis
- Helobdella cryptica
- Helobdella duplicata
- Helobdella elongata
- Helobdella europaea
- Helobdella longicollis
- Helobdella malvinensis
- Helobdella michaelseni
- Helobdella nuda
- Helobdella paranensis
- Helobdella pichipanan
- Helobdella obscura
- Helobdella robusta
- Helobdella similis
- Helobdella stagnalis
- Helobdella triserialis
- Helobdella virginiae
- Helobdella wodzickiorum
- Helobdella xenoica